# 掛入町
掛入町（かけいりちょう）は、愛知県名古屋市中川区の地名。現行行政地名は掛入町1丁目から掛入町3丁目。住居表示未実施。

## 地理
名古屋市中川区中央部に位置する。東は馬手町・北江町、西は西中島町、南は昭和橋通に接する。また、町内の大半が名古屋貨物ターミナル駅を占めている。

## 歴史

### 町名の由来
中島新町字掛入に由来する。

### 沿革
- 1961年（昭和36年）3月28日 - 中川区荒子町・中島新町の各一部により、同区掛入町として成立[1]。

## 学区
市立小・中学校に通う場合、学校等は以下の通りとなる。また、公立高等学校に通う場合の学区は以下の通りとなる。
| 番・番地等 | 小学校               | 中学校               | 高等学校 |
| ---------- | -------------------- | -------------------- | -------- |
| 全域       | 名古屋市立中島小学校 | 名古屋市立高杉中学校 | 尾張学区 |

## 交通
- 名古屋貨物ターミナル駅[6]

## その他

### 日本郵便
- 郵便番号 : 454-0865[3]（集配局：中川郵便局[10]）。